# Ведяпин, Темури Михайлович
Темури Михайлович Ведяпин (род. 11 мая 2000, Тбилиси) — грузинский хоккеист, правый нападающий шведского «Динамо Веддиге» и сборной Грузии.

## Биография
Темури Ведяпин родился 11 мая 2000 года в грузинском городе Тбилиси.
Окончил тбилисскую школу №51.

### Клубная карьера
Начал заниматься хоккеем с шайбой в пять лет. Дебютировал в сезоне-2014/15 в «Грей Вулфс» из Тбилиси. В первом чемпионате Грузии провёл 7 матчей и сделал 3 результативных передачи, выиграв бронзовую медаль. В 2017 году завоевал золотую медаль, набрав в 18 матчах 7 (3+4) очков. В сезоне-2018/19 стал серебряным призёром чемпионата, набрав в 18 матчах 30 (11+19) очков и став вторым снайпером и бомбардиром турнира.
В 2019 году перебрался в Канаду, став первым грузинским хоккеистом, подписавшим контракт с клубом из этой страны. В сезоне-2019/20 выступал в Канадской юниорской хоккейной премьер-лиге (CPJHL) за «Маниоки Мустангз», провёл 27 матчей, набрал 26 (14+12) очков.
В сезоне-2020/21 вошёл в заявку канадского «Тоттенхэм Тандер» в GMHL, но не играл.
В 2021 году перебрался в «Динамо Веддиге», выступающее в шведском третьем дивизионе.

### Международная карьера
В 2017 году дебютировал в сборной Грузии, став бронзовым призёром третьего дивизиона чемпионата мира в Софии. Провёл 5 матчей, в которых не набрал очков.
В 2019 году участвовал во втором дивизионе чемпионата мира, где грузины заняли 4-е место в группе. Провёл 5 матчей, также не набрав очков.

## Семья
Отец — Михаил Ведяпин, грузинский хоккеист. Играл за сборную Грузии на чемпионате мира 2014 года.
Младший брат — Николоз Михайлович Ведяпин. Занимается хоккеем.